# J. Holiday
Nahum Grymes, lepiej znany jako J. Holiday (ur. 29 listopada 1984 w mieście Alexandria, w stanie Wirginia) – amerykański piosenkarz, znany ze swoich dwóch singli Bed i Suffocate.

## Życiorys

### Debiut muzyczny
J. Holiday zadebiutował w roku 2006, lecz jego sukces odbył się rok później w 2007 roku, kiedy to singel Bed wspinał się na szczyty list przebojów. Singel osiągnął #5 pozycję na liście Billboard Hot 100 oraz #1 na Billboard Hot R&B/Hip-Hop Songs Chart. Jego debiutancki album Back of My Lac' pokrył się zlotem w Stanach i sprzedał w 500 tysiącach egzemplarzy (do dzisiaj 592,829). Kolejnym singlem, który odniósł sukces jest Suffocate. Zajął on #18 pozycje na liście Hot 100.

## Dyskografia
- 2007: Back of My Lac'
- 2009: Round 2